# XIII Giochi del Commonwealth
I XIII Giochi del Commonwealth si tennero a Edimburgo (Scozia) tra il 24 luglio e il 2 agosto 1986. Vi parteciparono 27 nazioni, 13 delle quali ottennero almeno una medaglia, con un totale di 1660 atleti.

## Sport
I Giochi del Commonwealth del 1986 hanno compreso un totale di 10 sport. Le discipline generali affrontate dagli atleti sono state le seguenti:
- Atletica leggera
- Badminton
- Canottaggio
- Ciclismo
  -  Ciclismo su strada
  -  Ciclismo su pista
- Lawn bowls
- Lotta
- Pugilato
- Sollevamento pesi
- Sport acquatici
  -  Nuoto
  -  Nuoto sincronizzato
  -  Tuffi
- Tiro
  - Fucile
  - Fucile a canna liscia
  - Pistola

## Nazioni partecipanti
Le 27 nazioni partecipanti sono state (in grassetto quelle che hanno partecipato per la prima volta):
- Australia

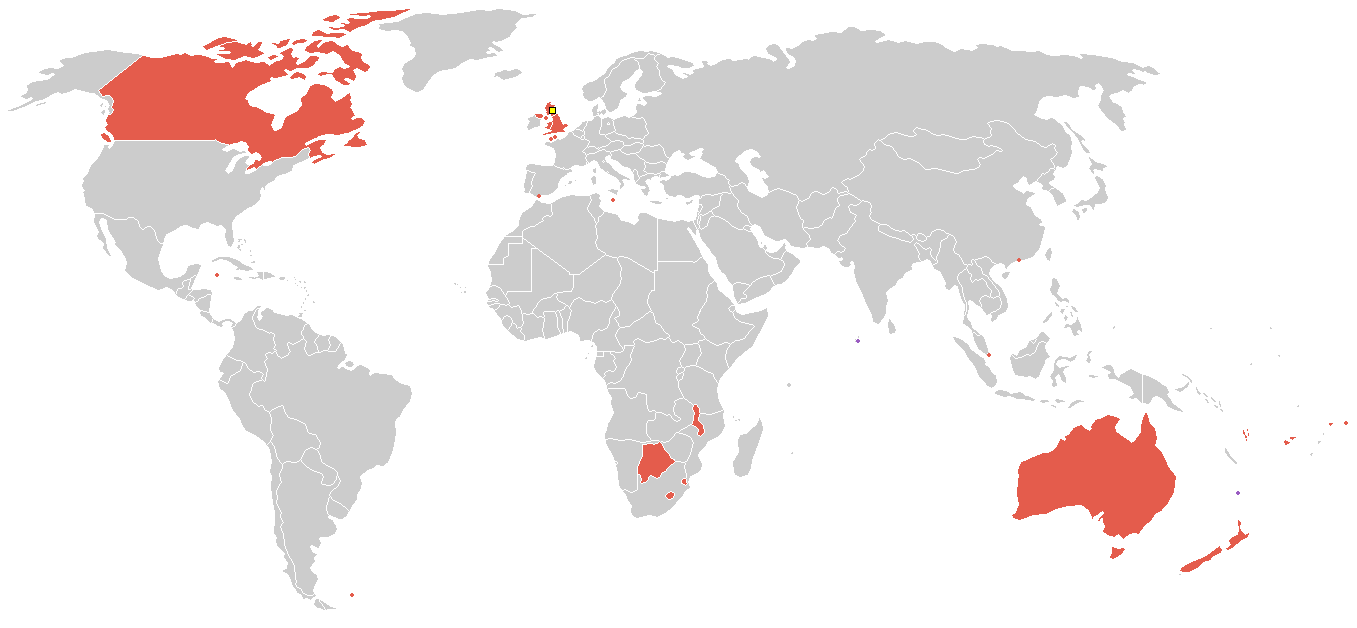
Participating countries

- Bermuda (ritirata dopo la cerimonia di apertura)
- Botswana
- Canada
- Figi
- Inghilterra
- Galles
- Gibilterra
- Guernsey
- Hong Kong
- Irlanda del Nord
- Isola di Man
- Isole Cayman
- Isole Cook
- Isole Falkland
- Isole Norfolk
- Jersey
- Lesotho
- Malawi
- Maldive
- Malta
- Nuova Zelanda
- Samoa Occidentali
- Scozia
- Singapore
- Swaziland
- Vanuatu

## Medagliere
| Posiz. | Nazione          | Oro | Argento | Bronzo | Totale |
| ------ | ---------------- | --- | ------- | ------ | ------ |
| 1      | Inghilterra      | 52  | 43      | 49     | 144    |
| 2      | Canada           | 51  | 34      | 31     | 116    |
| 3      | Australia        | 40  | 46      | 35     | 121    |
| 4      | Nuova Zelanda    | 8   | 16      | 14     | 38     |
| 5      | Galles           | 6   | 5       | 12     | 23     |
| 6      | Scozia           | 3   | 12      | 18     | 33     |
| 7      | Irlanda del Nord | 2   | 4       | 9      | 15     |
| 8      | Isola di Man     | 1   | 0       | 0      | 1      |
| 9      | Guernsey         | 0   | 2       | 0      | 2      |
| 10     | Swaziland        | 0   | 1       | 0      | 1      |
| 11     | Hong Kong        | 0   | 0       | 3      | 3      |
| 12     | Malawi           | 0   | 0       | 2      | 2      |
| 13     | Botswana         | 0   | 0       | 1      | 1      |
| 13     | Jersey           | 0   | 0       | 1      | 1      |
| 13     | Singapore        | 0   | 0       | 1      | 1      |
| Total  | Total            | 163 | 163     | 176    | 502    |